# Sandro Cortese
Alessandro Cortese, detto  Sandro (Ochsenhausen, 6 gennaio 1990), è un pilota motociclistico tedesco ritiratosi dall'attività agonistica.
Vincitore della classe Moto3 del motomondiale nel 2012 e vincitore del campionato mondiale Supersport nel 2018

## Carriera
Nato in Germania nel 1990 da genitori emigrati italiani, di Cirò, dopo aver gareggiato nel campionato Europeo Velocità nel 2004, esordisce nella classe 125 del motomondiale nel 2005 con la Honda RS 125 R nel team Kiefer-Bos-Castrol Honda, ottenendo come miglior risultato tre quattordicesimi posti (Germania, Repubblica Ceca e Turchia) e terminando la stagione al 26º posto con 8 punti.
Nel 2006 passa al team Elit - Caffe Latte; il compagno di squadra è Thomas Lüthi. Ottiene come miglior risultato un decimo posto in Portogallo e termina la stagione al 17º posto con 23 punti. Nel 2007 passa alla guida di una Aprilia RS 125 R rimanendo nello stesso team. Ottiene come miglior risultato quattro settimi posti (Spagna, Francia, Italia e Germania) e termina la stagione al 14º posto con 66 punti. Nel 2008 viene confermato nel team, ottenendo come miglior risultato due quarti posti (Olanda e Malesia) e concludendo la stagione all'8º posto con 141 punti.
Nel 2009 passa alla Derbi RSA 125 del team Ajo Interwetten; il compagno di squadra è Dominique Aegerter. Ottiene due terzi posti (Qatar e Australia) e una pole position in Olanda e termina la stagione al 6º posto con 130 punti. Corre con lo stesso team anche nel 2010. Ottiene un secondo posto a Indianapolis, un terzo posto in Germania e una pole position in Italia e termina la stagione al 7º posto con 143 punti. Nel 2011 passa all'Intact-Racing Team Germany. Ottiene le sue prime vittorie (Repubblica Ceca e Australia), tre secondi posti (Qatar, Portogallo e Malesia), un terzo posto a Indianapolis e una pole position in Spagna e termina la stagione al 4º posto con 225 punti.
Nel 2012 corre nella classe Moto3 con la KTM M32 per il team Red Bull KTM Ajo, con compagni di squadra Arthur Sissis e Danny Kent. Ottiene cinque vittorie (Portogallo, Germania, San Marino, Malesia e Australia), cinque secondi posti (Catalogna, Paesi Bassi, Indianapolis, Aragona e Comunità Valenciana), cinque terzi posti (Qatar, Spagna, Gran Bretagna, Italia e Repubblica Ceca), sei pole position (Qatar, Portogallo, Paesi Bassi, Indianapolis, San Marino e Australia) e 325 punti iridati. Il 21 ottobre 2012 vincendo il GP della Malesia ottiene la certezza del titolo mondiale con due gare d'anticipo.
Nel 2013 passa in Moto2, ingaggiato dal team Dynavolt Intact GP, che gli affida una Kalex. Ottiene come miglior risultato un decimo posto in Aragona e termina la stagione al 19º posto con 22 punti. Nel 2014 rimane nello stesso team, ottenendo un terzo posto in Repubblica Ceca e terminando la stagione al 9º posto con 85 punti. Nel 2015 rimane nello stesso team, ottenendo un terzo posto in Giappone come miglior risultato stagionale. Chiude il campionato all'undicesimo posto con 90 punti. Nel 2016 rimane nello stesso team, con compagno di squadra Jonas Folger. Ottiene, come miglior risultato, un terzo posto in Australia. Chiude la stagione al quindicesimo posto in classifica piloti con 61 punti all'attivo. Nel 2017 rimane nello stesso team, questa volta alla guida di una Suter e con compagno di squadra Marcel Schrötter. Ottiene come miglior risultato un quinto posto nel Gran Premio di San Marino e termina la stagione al 18º posto con 43 punti.
Nel 2018 si trasferisce nel Campionato mondiale Supersport, alla guida di una delle due Yamaha YZF-R6 del team Kallio Racing. L'altra moto è affidata al belga Loris Cresson. Esordisce in questa categoria con un podio in Australia. Dopo un quarto posto in Thailandia ottiene la sua prima vittoria in questa categoria in Spagna.
Dopo aver vinto in Gran Bretagna e ottenuto altri 5 podi in stagione, vince il titolo mondiale Supersport con 208 punti. Diviene così il terzo pilota nella storia, dopo John Kocinski e Max Biaggi, a vincere un titolo mondiale sia con le motociclette derivate dalla serie che con i prototipi del motomondiale. Nel 2019 passa al campionato mondiale Superbike. È pilota titolare, con compagno di squadra Marco Melandri, del team GRT, alla guida di una Yamaha YZF-R1 con cui prende parte anche al Trofeo Indipendenti. Chiude la stagione al dodicesimo posto in classifica piloti e quinto nel Trofeo Indipendenti. Nel 2020 cambia team, corre infatti per Outdo Kawasaki - TPR in sella ad una ZX-10RR prendendo parte nuovamente al Trofeo Indipendenti. In questa stagione subisce una grave infortunio a Portimão che lo costringe a saltare la restante parte del campionato. I punti ottenuti gli consentono di chiudere al diciannovesimo posto in classifica mondiale e al nono tra gli indipendenti. Il 3 aprile 2022 annuncia ufficialmente il ritiro dalle competizioni.

## Risultati in gara

### Motomondiale
| 2005 | Classe | Moto  |    |    |     |    |     |    |    |    |    |    |    |     |    |    |    |    |     |  | Punti | Pos. |
| ---- | ------ | ----- | -- | -- | --- | -- | --- | -- | -- | -- | -- | -- | -- | --- | -- | -- | -- | -- | --- |  | ----- | ---- |
| 2005 | 125    | Honda | 20 | 25 | Rit | 15 | Rit | 23 | 24 | NE | 15 | 14 | 14 | Rit | 21 | 17 | 19 | 14 | Rit |  | 8     | 26º  |

| 2006 | Classe | Moto  |    |     |    |    |    |     |    |    |    |    |    |    |    |    |    |    |    |  | Punti | Pos. |
| ---- | ------ | ----- | -- | --- | -- | -- | -- | --- | -- | -- | -- | -- | -- | -- | -- | -- | -- | -- | -- |  | ----- | ---- |
| 2006 | 125    | Honda | 16 | Rit | 16 | 17 | 15 | Rit | 19 | 14 | 14 | 13 | NE | 11 | 17 | 14 | 14 | 10 | 18 |  | 23    | 17º  |

| 2007 | Classe | Moto    |    |   |     |    |   |   |    |    |   |   |    |    |    |     |     |    |     |     | Punti | Pos. |
| ---- | ------ | ------- | -- | - | --- | -- | - | - | -- | -- | - | - | -- | -- | -- | --- | --- | -- | --- | --- | ----- | ---- |
| 2007 | 125    | Aprilia | 17 | 7 | Rit | 18 | 7 | 7 | 11 | 12 | 8 | 7 | NE | 10 | 15 | Rit | Rit | 10 | Rit | Rit | 66    | 14º  |

| 2008 | Classe | Moto    |    |    |    |    |    |   |   |   |   |   |    |   |   |   |   |   |   |   | Punti | Pos. |
| ---- | ------ | ------- | -- | -- | -- | -- | -- | - | - | - | - | - | -- | - | - | - | - | - | - | - | ----- | ---- |
| 2008 | 125    | Aprilia | 11 | 10 | 10 | 16 | 11 | 8 | 8 | 9 | 4 | 6 | NE | 7 | 7 | 5 | 6 | 6 | 4 | 5 | 141   | 8º   |

| 2009 | Classe | Moto  |   |   |   |    |    |   |     |    |   |     |   |    |   |   |   |   |   |  | Punti | Pos. |
| ---- | ------ | ----- | - | - | - | -- | -- | - | --- | -- | - | --- | - | -- | - | - | - | - | - |  | ----- | ---- |
| 2009 | 125    | Derbi | 3 | 6 | 6 | 12 | 10 | 9 | Rit | NE | 6 | Rit | 6 | 18 | 5 | 2 | 3 | 6 | 8 |  | 130   | 6º   |

| 2010 | Classe | Moto  |   |    |   |     |   |   |   |   |    |    |   |   |   |    |   |     |     |   | Punti | Pos. |
| ---- | ------ | ----- | - | -- | - | --- | - | - | - | - | -- | -- | - | - | - | -- | - | --- | --- | - | ----- | ---- |
| 2010 | 125    | Derbi | 5 | 11 | 6 | Rit | 6 | 5 | 4 | 3 | NE | 16 | 2 | 5 | 5 | 12 | 6 | Rit | Rit | 5 | 143   | 7º   |

| 2011 | Classe | Moto    |   |   |   |   |   |   |   |    |   |    |   |   |   |   |   |   |   |     | Punti | Pos. |
| ---- | ------ | ------- | - | - | - | - | - | - | - | -- | - | -- | - | - | - | - | - | - | - | --- | ----- | ---- |
| 2011 | 125    | Aprilia | 2 | 6 | 2 | 7 | 4 | 7 | 4 | 12 | 8 | NE | 1 | 3 | 4 | 7 | 5 | 1 | 2 | Rit | 225   | 4º   |

| 2012 | Classe | Moto |   |   |   |   |   |   |   |   |   |    |   |   |   |   |   |   |   |   | Punti | Pos. |
| ---- | ------ | ---- | - | - | - | - | - | - | - | - | - | -- | - | - | - | - | - | - | - | - | ----- | ---- |
| 2012 | Moto3  | KTM  | 3 | 3 | 1 | 6 | 2 | 3 | 2 | 1 | 3 | NE | 2 | 3 | 1 | 2 | 6 | 1 | 1 | 2 | 325   | 1º   |

| 2013 | Classe | Moto  |    |    |    |    |    |     |    |    |    |    |     |    |     |    |     |    |    |    | Punti | Pos. |
| ---- | ------ | ----- | -- | -- | -- | -- | -- | --- | -- | -- | -- | -- | --- | -- | --- | -- | --- | -- | -- | -- | ----- | ---- |
| 2013 | Moto2  | Kalex | 17 | 25 | 18 | 12 | 14 | Rit | 14 | 14 | NE | 16 | Rit | 20 | Rit | 10 | Rit | 11 | 15 | 16 | 22    | 19º  |

| 2014 | Classe | Moto  |   |    |   |   |    |    |     |     |     |   |   |    |    |    |     |   |   |     | Punti | Pos. |
| ---- | ------ | ----- | - | -- | - | - | -- | -- | --- | --- | --- | - | - | -- | -- | -- | --- | - | - | --- | ----- | ---- |
| 2014 | Moto2  | Kalex | 7 | 14 | 9 | 9 | 12 | 13 | Rit | Rit | Rit | 6 | 3 | 18 | 12 | 12 | Rit | 6 | 7 | Rit | 85    | 9º   |

| 2015 | Classe | Moto  |   |    |   |     |    |   |     |    |    |     |   |   |   |    |   |     |   |    | Punti | Pos. |
| ---- | ------ | ----- | - | -- | - | --- | -- | - | --- | -- | -- | --- | - | - | - | -- | - | --- | - | -- | ----- | ---- |
| 2015 | Moto2  | Kalex | 7 | 14 | 7 | Rit | 14 | 8 | Rit | 17 | 11 | Rit | 8 | 8 | 8 | 13 | 3 | Rit | 7 | 13 | 90    | 11º  |

| 2016 | Classe | Moto  |    |     |    |     |    |    |     |    |    |    |    |    |   |    |   |   |    |     | Punti | Pos. |
| ---- | ------ | ----- | -- | --- | -- | --- | -- | -- | --- | -- | -- | -- | -- | -- | - | -- | - | - | -- | --- | ----- | ---- |
| 2016 | Moto2  | Kalex | 15 | Rit | 12 | Rit | NP | 11 | Rit | 12 | 15 | 11 | 23 | 12 | 9 | 13 | 5 | 3 | 17 | Rit | 61    | 15º  |

| 2017 | Classe | Moto  |    |   |    |     |    |    |     |     |   |     |     |     |   |   |     |   |     |     | Punti | Pos. |
| ---- | ------ | ----- | -- | - | -- | --- | -- | -- | --- | --- | - | --- | --- | --- | - | - | --- | - | --- | --- | ----- | ---- |
| 2017 | Moto2  | Suter | 22 | 8 | 23 | Rit | 14 | 19 | Rit | Rit | 8 | Rit | Rit | Rit | 5 | 9 | Rit | 9 | Rit | Rit | 43    | 18º  |

| Legenda | 1º posto        | 2º posto            | 3º posto            | A punti      | Senza punti        | Grassetto – Pole position Corsivo – Giro più veloce |
| Legenda | Gara non valida | Non qual./Non part. | Ritirato/Non class. | Squalificato | '-' Dato non disp. | Grassetto – Pole position Corsivo – Giro più veloce |

### Campionato mondiale Supersport
| 2018 | Moto   |   |   |   |   |   |   |   |   |   |   |   |   |  |  | Punti | Pos. |
| ---- | ------ | - | - | - | - | - | - | - | - | - | - | - | - |  |  | ----- | ---- |
| 2018 | Yamaha | 3 | 4 | 1 | 6 | 4 | 1 | 2 | 3 | 6 | 2 | 2 | 2 |  |  | 208   | 1º   |

| Legenda | 1º posto        | 2º posto            | 3º posto           | A punti      | Senza punti        | Grassetto – Pole position Corsivo – Giro più veloce |
| Legenda | Gara non valida | Non qual./Non part. | Ritirato/Non class | Squalificato | '-' Dato non disp. | Grassetto – Pole position Corsivo – Giro più veloce |

### Campionato mondiale Superbike
| 2019 | Moto   |   |   |   |   |   |   |   |   |    |    |    |    |     |    |    |   |   |   |   |     |    |     |     |    |    |    |    |   |   |    |    |    |     |    |   |    |     |   |    |  |  |  | Punti | Pos. |
| ---- | ------ | - | - | - | - | - | - | - | - | -- | -- | -- | -- | --- | -- | -- | - | - | - | - | --- | -- | --- | --- | -- | -- | -- | -- | - | - | -- | -- | -- | --- | -- | - | -- | --- | - | -- |  |  |  | ----- | ---- |
| 2019 | Yamaha | 8 | 7 | 8 | 7 | 7 | 7 | 7 | 9 | 10 | 13 | AN | 11 | Rit | 13 | AN | 8 | 9 | 6 | 7 | Rit | 15 | Rit | Rit | 13 | 14 | 11 | 14 | 8 | 8 | 10 | 10 | 11 | Rit | NP | 7 | 15 | Rit | 8 | 10 |  |  |  | 134   | 12º  |

| 2020 | Moto     |    |    |   |    |    |    |     |    |    |     |     |     |     |     |     |     |     |     |     |     |     |     |     |     |  |  |  |  |  |  |  |  |  |  |  |  |  |  |  |  |  |  | Punti | Pos. |
| ---- | -------- | -- | -- | - | -- | -- | -- | --- | -- | -- | --- | --- | --- | --- | --- | --- | --- | --- | --- | --- | --- | --- | --- | --- | --- |  |  |  |  |  |  |  |  |  |  |  |  |  |  |  |  |  |  | ----- | ---- |
| 2020 | Kawasaki | 13 | 11 | 9 | 14 | 14 | 14 | Rit | NP | NP | Inf | Inf | Inf | Inf | Inf | Inf | Inf | Inf | Inf | Inf | Inf | Inf | Inf | Inf | Inf |  |  |  |  |  |  |  |  |  |  |  |  |  |  |  |  |  |  | 14    | 19º  |

| Legenda | 1º posto        | 2º posto            | 3º posto           | A punti      | Senza punti        | Grassetto – Pole position Corsivo – Giro più veloce |
| Legenda | Gara non valida | Non qual./Non part. | Ritirato/Non class | Squalificato | '-' Dato non disp. | Grassetto – Pole position Corsivo – Giro più veloce |